# Čermákův vrch (rozhledna)
Rozhledna Čermákův vrch je umístěna u vesnice Krátošice. Byla postavena v roce 2001 a slouží také jako vysílač mobilních operátorů. Projekt rozhledny navrhl Ing. Pavel Konopa za necelých 3 mil. Kč. Je celo-železná se dvěma vyhlídkami. Nižší je krytá a je otevřena pouze ve špatném počasí a často se zamyká. Vrchní je otevřená a je z ní rozhled na širé okolí. 